# 그루포 아르고스
그루포 아르고스(스페인어: Grupo Argos)는 콜롬비아의 기업이다.